# Bontq
Bontq — веб-приложение для управления проектами и отслеживания ошибок. Bontq написан на PHP и Java, основным его отличием от конкурентов является кросс-платформенный клиент, который может делать скриншоты и записывать видео для составления визуальных отчётов об ошибках.

## Возможности
- Отслеживание ошибок в ПО[2]
- Управление проектами и задачами[3]
- Захват скриншотов и видео через Java клиент[4]
- Интеграция с Google Docs[5]
- Импорт данных из Basecamp и FogBugz

## Обзоры
Обзоры продукта можно найти на сайтах: TechRepublic, Bright Hub, MakeUseOf, KillerStartups, AppAppeal, он также был упомянут на Smashing Magazine, Web Designer Depot.